# Holarctias spuriaria
Holarctias spuriaria är en fjärilsart som beskrevs av Hugo Theodor Christoph 1858. Holarctias spuriaria ingår i släktet Holarctias och familjen mätare. Inga underarter finns listade i Catalogue of Life.